# Aeroporto di Valbrembo
L'Aeroporto di Valbrembo è un aeroporto italiano della Lombardia situato a Valbrembo in Provincia di Bergamo. Su di esso operano varie scuole volo.

## Storia
L'aeroporto fu costruito nel 1969 dall'Ing. Sergio Aldo Capoferri. Su di esso opera principalmente l'Aeroclub Volovelistico Alpino con scuola di volo a vela (aliante) e di volo a motore (PPL). In 50 anni più di 1000 piloti hanno preso il brevetto di aliante, piloti di volo a Vela di Valbrembo si sono distinti per gli enormi successi a livello nazionale ed internazionale. Il palmares del club è uno dei più importanti al mondo e conta anche svariati voli di oltre 1000 km in aliante .